# مالاویسور
مالاویسور (نام علمی: Malawisaurus) نام یک گونه از زیرراسته سوسمارپاشکلان است.